# 은덕화학공장
은덕화학공장(恩德化學工場) 혹은 7월 7일 련합 기업소라 불리고 있는 곳으로 함경북도 은덕군 학송리에 소재하며 아오지 화학 공장, 7월 7일 화학 공장 등으로 불린 바 있음을 알수가 있다.

## 개요
암모니아, 중탄산 암모니아, 메탄올, 중탄산 암모니아 비료, 질소 비료 등을 생산하고 있음을 알수가 있고 일제강점기에 유연탄을 원료로 메탄올과 인조석유를 생산하던 공장을 모태로 하여 1959년에 시설을 복구하여 메탄올을 생산하기 시작하였고, 중탄산 암모니아 생산 설비 확충 등을 통해 1982년 현재 연간 생산능력이 암모니아 6.5만톤, 중탄산 암모니움비료 20만 톤, 질소비료 20만 톤 등으로 알려진 바 있다.

## 개건 현대화 과정[3]
2000년 이후에는 김정일 방문 보도를 포함해 4차례가 확인되고 있는 데 2009년 방문때 최근 연간 4 - 6배 이상으로 생산을 높였다고 하면서 화학 원료와 비료를 더 많이 생산하여 공장과 농촌에 보내주어야 한다는 기사 이외에 구체적인 생산활동에 관한 보도는 없었음을 알수가 있었다.
하지만 어떤 탈북자의 말에 의하면 은덕 화학 공장 건설때 속도전 청년 돌격대 1개 여단 9천여명이 투입돼 덤프 트럭 4대가 왕래할 수 있는 지하 터널을 만들었다면서 한개의 면적에 상당하는 지하에 화약, 미사일 뇌관, 어뢰 뇌관 생산 라인을 깔았으며 지하 군수공장의 핵심 부분은 제2경제 산하의 군수공장 돌격대 1천 5백여명이 따로 투입돼 건설했다고 밝히고 있다.
은덕 화학 공장은 산을 끼고 있는데 1호부터 9호 공정은 산을 넘어가기 전에 있으며, 10호 공정부터는 산 너머에 있음을 알수가 있다.
13호 공정과 14호 공정은 두번 - 세번 검수를 받고 들어갈 정도로 엄격하게 통제하고 있음을 알수가 있고. 1호 직장은 황산, 2호직장은 아황산, 3호 직장은 질산, 4호 직장은 포르말린, 5 - 7호 직장은 헥소겐을 생산한다.
채취한 석탄을 컨베이어 벨트로 은덕 화학 공장으로 보내고 7월 7일 공장은 석탄에서 메탄올을 추출해서 송수관을 통해 1월 20일 공장 벙커로 보낸다.
1월 20일 공장은 메탄올을 연료로 포르말린으로 만들고 포르말린에서 헥소겐을 추출하고 1월 7일 공장은 헥소겐으로 폭약을 제조하여 사용을 하게 된다는 것이다.

## 은덕 화학 공장 군수 일용품 직장[5]
은덕 화학 공장 군수 일용품 직장은 7월 7일 련합기업소 - 1월 20일 공장 - 1월 7일 공장으로 분리 되었음을 알수가 있고 공장 위치는 함경북도 은덕군 은덕읍에 있다.
공장은 직장 건물이 있는 반경을 재면 4km 정도일 것으로 추정되고 있으며 특히 송수관으로 들어가다보면 벙커가 있는데 거기가 은덕 화학 공장 군수 일용품 직장이다.
현재 군수 일용품 직장에서 상당한 벙커안에 되어 있지만 화학 제품들이 많고 부산물들이 많을 것으로 알려져 있음을 인지를 하고 있으며 여기에서 탄약을 생산하고 여직원들은 포르말린을 생산하면 현미경으로 들여다보고 농도를 측정해서 합격 - 불합격을 판정하고 있다.
현재 상당히 노후화가 되어 있음에도 불구하고 아직까지 군수 공장의 가동을 위하여 유지를 하고 있으며 민수 제품의 생산은 전면적으로 중단을 하였고 오로지 군수용 제품에만 생산을 하고 있다.